# 16203 Jessicastahl
A 16203 Jessicastahl (ideiglenes jelöléssel 2000 CH32) a Naprendszer kisbolygóövében található aszteroida. A LINEAR projekt keretében fedezték fel 2000. február 2-án.